# 大博尔南
大博尔南（法語：Le Grand-Bornand，法語發音：[lə ɡʁɑ̃ bɔʁnɑ̃]）是法国上萨瓦省的一个市镇，位于该省东部，属于阿讷西区。

## 地理
大博尔南（45°56'31"N, 6°25'31"E）面积61.42 平方千米，位于法国奥弗涅-罗讷-阿尔卑斯大区上萨瓦省，该省份为法国东部省份，历史上为薩伏依的一部分，北与瑞士接壤，西接安省，南至萨瓦省，东与瑞士和意大利接壤。
与大博尔南接壤的市镇（或旧市镇、城区）包括：拉克吕萨、勒勒波苏瓦尔、圣让德西克斯特、萨朗什、蒙萨克索内。

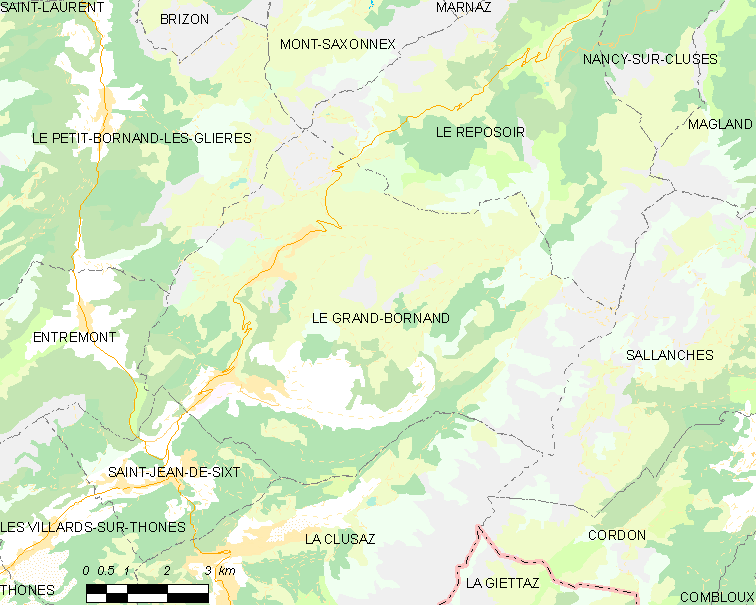
大博尔南的OSM定位图

大博尔南的时区为UTC+01:00、UTC+02:00（夏令时）。

## 行政
大博尔南的邮政编码为74450，INSEE市镇编码为74136。

## 政治
大博尔南所属的省级选区为法韦日-塞特内县。

## 人口

1962-2008年间大博尔南人口变化图示

大博尔南于2022年1月1日时的人口数量为2054人。